# Cantó de Saint-Dizier-Centre
El cantó de Saint-Dizier-Centre és un cantó francès del departament de l'Alt Marne, situat al districte de Saint-Dizier. Compta amb part del municipi de Saint-Dizier.

## Municipis
- Saint-Dizier (part)

## Història
| Data d'elecció                           | Identitat                | Partit                         | Qualitat |
| ---------------------------------------- | ------------------------ | ------------------------------ | -------- |
| 1945-1945                                | Marius Cartier           | PCF                            |          |
| 1949-1961                                | M. Charpentier           | RPF, RS, després divers droite |          |
| 1961-1973                                | Marius Cartier           | PCF                            |          |
| 1973-1992                                | Alfred Gigoux            | UDR, després RPR               |          |
| 1992-1998                                | Jean-Marie Harat         | Divers droite                  |          |
| 1998-                                    | Elisabeth Robert-Dehault | UMP                            |          |
| les dades anteriors no són pas conegudes |                          |                                |          |
|                                          |                          |                                |          |